# Entre les jambes
Pour plus de détails, voir Fiche technique et Distribution.
Entre les jambes (Entre las piernas) est un thriller espagnol réalisé par Manuel Gómez Pereira, sorti en 1999. Victoria Abril et Javier Bardem interprètent les rôles principaux. L’histoire est basée sur le roman homonyme écrit par Joaquín Oristrell.

## Synopsis
Tout commence lors d’une réunion des sexopathes anonymes où Javier et Miranda se rencontrent. Javier, scénariste-producteur, avait un avenir brillant jusqu’au jour où il s’est livré à un jeu sexuel au téléphone qui a détruit son mariage et Miranda, animatrice d’une émission radio. Attirés l’un vers l’autre, ils succombent à leur envie en faisant l’amour dans une voiture abandonnée dans un parking souterrain dans lequel on trouvera plus tard un cadavre.
Une enquête est vite lancée sur cet homicide par Félix, le mari de Miranda qui la soupçonne d’adultère.

## Fiche technique
- Titre original : Entre Las Piernas
- Réalisation : Manuel Gómez Pereira
- Scénario : Joaquín Oristrell, Manuel Gómez Pereira, Juan Luis Iborra, Yolanda García Serrano
- Musique : Bernardo Bonezzi
- Décors : Alain Bainée
- Costumes : Albero Luna
- Photographie : Juan Amoros
- Son : Carlos Garrido
- Montage : José Salcedo
- Sociétés de production : Bocaboca Producciones, Aurum Producciones
- Pays d'origine :  Espagne
- Langue originale : espagnol
- Durée : 115 minutes
- Format : 2,35 : 1
- Classification : 
  - Royaume-Uni : interdit aux moins de 18 ans[1]
  - France : interdit aux moins de 12 ans[2]
  - Espagne : interdit aux moins de 13 ans

## Distribution
- Victoria Abril : Miranda
- Javier Bardem (VF : Bernard Bollet) : Javier
- Carmelo Gómez (VF : Jean-Louis Faure) : Félix
- Juan Diego : Jareño
- Sergi López (VF : Thierry Wermuth) : Claudio
- Javier Albalá (VF : Bruno Choël) : Juancar
- María Adánez (VF : Véronique Soufflet) : Juani
- Carmen Balagué : Begoña
- Manuel Manquiña (VF : Gérard Rinaldi) : Manuel
- Víctor Rueda : Azucena / Jacinto
- Salvador Madrid : l'inspecteur en chef
- Roberto Álvarez : Anastasio
- Alberto San Juan : Rojas
- Charo Zapardiel : Marina Salinas
- Àngels Bassas : Lola
- Blanca Apilánez : Carola
- Dafne Fernández : Celia, fille de Miranda et Félix

## Distinctions
- En sélection officielle à la Berlinale 1999
- Choix des citoyens au Festival international du film fantastique de Puchon 1999